# Mistrzostwa Świata w Kolarstwie Przełajowym 2019
Mistrzostwa Świata w Kolarstwie Przełajowym 2019 – 70. edycja mistrzostw świata w kolarstwie przełajowym. Zawody odbyły się w duńskim Bogense w dniach 2–3 lutego. Rywalizacja toczyła się w pięciu konkurencjach.

## Medaliści
| Konkurencja | Złoto                | Srebro           | Brąz                       |
| Mężczyźni   | Mężczyźni            | Mężczyźni        | Mężczyźni                  |
| ----------- | -------------------- | ---------------- | -------------------------- |
| Elita       | Mathieu van der Poel | Wout van Aert    | Toon Aerts                 |
| U23         | Thomas Pidcock       | Eli Iserbyt      | Antoine Benoist            |
| Juniorzy    | Ben Tulett           | Witse Meeussen   | Ryan Corstjens             |
| Kobiety     |                      |                  |                            |
| Elita       | Sanne Cant           | Lucinda Brand    | Marianne Vos               |
| U23         | Inge van der Heijden | Fleur Nasgengast | Ceylin Del Carmen Alvarado |

## Klasyfikacja medalowa
| Pozycja | Reprezentacja   | Złoto | Srebro | Brąz | Razem |
| ------- | --------------- | ----- | ------ | ---- | ----- |
| 1.      | Holandia        | 2     | 2      | 2    | 6     |
| 2.      | Wielka Brytania | 2     | 0      | 0    | 2     |
| 3.      | Belgia          | 1     | 3      | 2    | 6     |
| 4.      | Francja         | 0     | 0      | 1    | 1     |
| Razem   | Razem           | 5     | 5      | 5    | 15    |

## Uczestnicy
W zawodach wzięło udział 289 zawodników z 24 reprezentacji. Pobito zarazem rekord  pod względem liczby uczestników. W 2016 roku wystąpiło 275 zawodników.

- Australia (5)
- Austria (1)
- Belgia (27)
- Czechy (20)
- Dania (17)
- Estonia (2)
- Francja (22)
- Hiszpania (18)
- Holandia (30)
- Irlandia (5)
- Islandia (1)
- Japonia (9)
- Kanada (13)
- Luksemburg (8)
- Niemcy (10)
- Polska (5)
- Słowacja (5)
- Stany Zjednoczone (26)
- Szwajcaria (16)
- Szwecja (9)
- Ukraina (2)
- Węgry (2)
- Wielka Brytania (18)
- Włochy (18)

## Występy reprezentacji Polski
Na mistrzostwach świata Polskę reprezentowało pięcioro zawodników.
| Zawodnik          | Konkurencja    | Czas    | Strata  | Pozycja |
| ----------------- | -------------- | ------- | ------- | ------- |
| Piotr Kryński     | Juniorzy       | 47:38   | +5:09   | 60.     |
| Marek Konwa       | Elita mężczyzn | DNS     | DNS     | DNS     |
| Karol Michalski   | Elita mężczyzn | +5 okr. | +5 okr. | 48.     |
| Karolina Cierluk  | Elita kobiet   | +1 okr. | +1 okr. | 40.     |
| Zuzanna Krzystała | Elita kobiet   | 54:51   | +6:58   | 36.     |